# Ragnhild Haarstad
Ragnhild Haarstad, född den 30 mars 1935 i Røros, Norge, är en svensk fotograf.

## Biografi
Ragnhild Haarstads morfar gav ut en tidning och hennes far var aktiv i en fotoklubb. År 1947 flyttade familjen till Öjebyn utanför Piteå. Ragnhild Haarstad studerade mellan 1953 och 1956 på Öjeby Fotoskola och flyttade senare till Stockholm där hon blev elev hos hovfotografen Edvard Welinder, som uppmuntrade henne att fortsätta sin karriär som fotograf. På Stockholms högskola deltog hon som elev i "Arbetsgruppen för subjektiv fotografi" som leddes av Tor-Ivan Odulf och Christer Strömholm. I slutet av 50-talet uppmärksammades en bildserie som fick pris i samband med en utställning.
Efter några år som kopist på Svenska Dagbladet anställdes Ragnhild Haarstad 1960 som tidningens första kvinnliga pressfotograf. I fyra decennier arbetade hon sedan på tidningen. Internt på Svenska Dagbladet drev hon framgångsrikt frågan om pressfotografiets subjektiva och berättande värden. Haarstad var också skribent i tidningen Foto och i Fotoaktuellt skrev hon 1979 om hur en ung kvinna 1942 fått svaret "Om jag skall vara ärlig, så tror jag inte att en flicka passar för yrket, även om hon är aldrig så duktig och behöver aldrig så lite sömn". Den manliga fotografen fortsatte: "Det finns visserligen några kvinnliga pressfotografer ute i världen, vi hade i somras besök av en, men hon var mer maskulint betonad och hade förmodligen av ett förbiseende av vår Herre blivit flicka." Brevet har använts som komplement till bilderna för att belysa kvinnliga fotopionjärers kamp.

## Utmärkelser
1971 tilldelades Ragnhild Haarstad priset Årets fotograf av Pressfotografernas Klubb. Hon var under 50 år den enda kvinna som mottagit priset fram till 2021 då Lotta Härdelin tilldelades priset som andra kvinna. År 2022 tilldelades Haarstad Årets hederspris i tävlingen.